# Darrell Nulisch
Darrell Nulisch (* 14. September 1952, Dallas, Texas) ist ein US-amerikanischer Bluessänger und Mundharmonikaspieler.

## Leben
Aufgewachsen ist er mit Soulsängern wie  Otis Redding und Al Green, die ihn dazu inspirierten, einen ähnlichen Weg zu gehen und an seiner Stimme zu arbeiten. Seine Eltern nahmen ihn in Lokale mit, wenn am Samstag Livemusik gespielt wurde. Jimmy McCracklin und Freddie King  waren ebenfalls Favoriten seiner Jugendzeit. In den 1980er-Jahren gehörte er zu den Gründungsmitgliedern von Anson Funderburgh’s Rockets und sang auch ein Jahr  bei Mike Morgan & The Crawl  und bei Ronnie Earl & The Broadcasters, mit dem er auch zwei Alben aufnahm.
1991 begann er seine Solokarriere, zog nach Boston um und veröffentlichte Alben, die seine unglaublichen Mundharmonikafertigkeiten und seine leidenschaftliche Stimme zeigten. Nulisch wurde auch Sänger in James Cottons Tourneeband, da Cotton nach einer Operation nicht mehr singen konnte.
2001 wurde I Like It That Way als bestes Soulblues-Album für den Blues Music Award nominiert. 2010 erhielt er eine Nominierung für den Blues Music Award als bester männlicher Soulbluessänger und das Album Just for You wurde in der Kategorie Bestes Soulblues-Album aufgestellt.

## Diskographie

### Alben
- Orange Soda (1991) – Black Top – Darrell Nulisch & Texas Heat
- Business as Usual (1991) – Black Top Records
- Bluesoul (1996) – Higher Plane Music
- Whole Truth (1998) – Severn Records
- I Like It That Way (2000) – Severn Records
- Times Like These (2003) – Severn Records
- Goin' Back to Dallas (2007) – Severn Records
- Just for You (2009) – Severn Records[5]

### Gastmusiker
- Anson Funderburgh & The Rockets Talk To You By Hand  (1981)
- Ronnie Earl Soul Searchin'  (1988)
- Hubert Sumlin Healing Feeling  (1990)
- John Campbell Man & His Blues  (1994)
- Otis Grand Perfume And Grime  (1996)
- Beach Music Beat  (1999)
- James Cotton Fire Down Under The Hill  (2000)
- Anson Funderburgh Best Of Anson Funderburgh: Blast Off  (2006)

### DVD
- Live At The Boston Blues Festival – Vol. 2[6]